# Кревелинг, Кристофер
Кристофер Кревелинг (англ. Christopher Creveling; род. 29 декабря 1986, Флемингтон, Нью-Джерси, США) — американский шорт-трекист, призёр Олимпийских игр. Чемпион мира в катании на роликовых коньках 2004 года.
Начал заниматься шорт-треком в 2007 году, до этого занимался роликовым спортом в 2004 году стал чемпионом мира в составе эстафетной сборной США.
В 2013 году был введен в национальную сборную США по шорт-треку. Принимал участие в этапах розыгрыша Кубка мира сезона 2013/2014, поднимался на подиум.
На Олимпиаде в Сочи не смог выиграть личных медалей, а в составе эстафетной четвёрки завоевал серебро, уступив сборной России.
Владеет английским, немецким и испанским языками.